# Scincella rufocaudata
Espèce
Scincella rufocaudata est une espèce de sauriens de la famille des Scincidae.

## Répartition
Cette espèce se rencontre :
- au Viêt Nam dans les provinces de Gia Lai et de Vĩnh Phúc ;
- au Cambodge.

Pour l'UICN cette espèce serait également présente au Laos.

## Systématique
Le nom valide complet (avec auteur) de ce taxon est Scincella rufocaudata (Darevsky & Nguyen Van Sang, 1983).
L'espèce a été initialement classée dans le genre Sphenomorphus sous le protonyme Sphenomorphus rufocaudatus Darevsky & Nguyen Van Sang, 1983.
Scincella rufocaudata a pour synonyme :
- Sphenomorphus rufocaudatus Darevsky & Nguyen Van Sang, 1983

### Étymologie
Son épithète spécifique, du latin rufus, « rouge », et caudata, « queue », fait référence à la teinte générale de la queue de cette espèce.

### Publication originale
- (en) Darevsky & Nguyen, « New and little known lizard species from Vietnam », Zoologicheskii Zhurnal, 1983, vol. 62, no 12, p. 1827-1837.